# Henry Rider Haggard
Henry Rider Haggard (Bradenham (Norfolk), 22 juni 1856 – Londen, 14 mei 1925) was een Engelse schrijver.

## Biografie

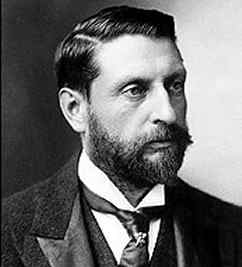
Henry Rider Haggard

Henry Rider Haggard werkte van 1875 tot 1881 in Zuid-Afrika, dat ook het decor zou worden van vele boeken die hij schreef, zoals King Solomon's Mines (1885), Allan Quatermain (1887) en She (1887). Het zijn romantische boeken, geschreven in kleurrijk proza. Zowel Sigmund Freud in Die Traumdeutung als Carl Gustav Jung beschrijft Ayesha, de vrouwelijke hoofdpersoon uit She, als een vrouwelijk prototype. Hij schreef ook een studie over de kolonisatie in Zuid-Afrika en werken over landbouwkundige onderwerpen.
In 1912 werd Haggard in Engeland geridderd en sindsdien mag hij als sir benoemd worden. Zijn dochter L.R. Haggard schreef in 1951 een biografie over haar vader.
Haggard was een schoonbroer van de Belgische diplomaat Albert d'Anethan.

## Werken
- Dawn (1884)
- The Witch's Head (1884)
- King Solomon's Mines (1885)
- She (1887) (vert.: Zij)
- Jess (1887)
- Allan Quatermain (1887), vervolg op King Solomon's Mines
- A Tale of Three Lions (1887)
- Mr. Meeson's Will (1888)
- Maiwa's Revenge (1888)
- My Fellow Laborer and the Wreck of the Copeland (1888)
- Colonel Quaritch, V.C. (1888)
- Cleopatra (1889)
- Allan's Wife (1889)
- Beatrice (1890)
- The World's Desire (1890) (samen met Andrew Lang)
- Eric Brighteyes (1891)
- Nada the Lily (1892)
- Montezuma's Daughter (1893)
- The People of the Mist (1894)
- Joan Haste (1895)
- Heart of the World (1895)
- Church and State (1895)
- The Wizard (1896)
- Dr. Therne (1898)
- Swallow (1898)
- A Farmer's Year (1899)
- The Last Boer War (1899)
- The Spring of Lion (1899)
- Montezuma's Daughter (1899)
- Black Heart, White Heart (1900)
- The New South Africa (1900)
- A Winter Pilgrimage (1901)
- Lysbeth (1901)
- Rural England (1902)
- Pearl Maiden (1903)
- Stella Fregelius (1904)
- The Brethren (1904)
- The Poor and the Land (1905)
- Ayesha, The Return of She (1905) nl: De terugkeer van Zij
- A Gardener's Year (1905)
- Report of Salvation Army Colonies (1905)
- The Way of the Spirit (1906)
- Benita (1906)
- Fair Margaret (1907)
- The Ghost Kings (1908)
- The Yellow God (1908)
- The Lady of Blossholme (1909)
- Queen Sheba's Ring (1910)
- Regeneration: An account of the social work of the salvation army (1910)
- Morning Star (1910)
- Red Eve (1911)
- The Mahatma and the Hare (1911)
- Rural Denmark (1911)
- Marie (1912)
- Child of Storm (1913)
- The Wanderer's Necklace (1914)
- A call to Arms (1914)
- The Holy Flower (1915)
- After the War Settlement and Employment of Ex-Service Men (1916)
- The Ivory Child (1916)
- Finished (1917)
- Love Eternal (1918)
- Moon of Israel (1918)
- When the World Shook (1919)
- The Ancient Allan (1920)
- Smith and the Pharaohs (1920)
- She and Allan (1921)
- The Virgin of the Sun (1922)
- Wisdom's Daughter (1923)
- Heu-Heu (1924)
- Queen of the Dawn (1925)
- The Days of my Life: An autobiography of Sir H. Rider Haggard (1926)
- Treasure of the Lake (1926)
- Allan and the Ice Gods (1927)
- Mary of Marion Isle (1929)
- Belshazzar (1930)

- Bibsys: 90089475
- Biblioteca Nacional de Chile: 000034555
- Biblioteca Nacional de España: XX1721371
- Bibliothèque nationale de France: cb118864973 (data)
- Catàleg d'autoritats de noms i títols de Catalunya: 981058514164406706
- CiNii: DA03287387
- Gemeinsame Normdatei: 11870057X
- International Standard Name Identifier: 0000 0001 2120 0624
- Library of Congress Control Number: n80010495
- Nationale Bibliotheek van Letland: 000002621
- MusicBrainz: 946c85ae-a881-4fc2-a601-b5680957b652
- Bibliotheek van het Japanse parlement: 00442146
- Nationale Bibliotheek van Tsjechië: jn19990003067
- Nationale bibliotheek van Australië: 36514621
- Nationale Bibliotheek van Israël: 987007262255205171
- Nationale Bibliotheek van Polen: a0000002315951
- Nationale en Universitaire bibliotheek Zagreb: 000049859
- Nederlandse Thesaurus van Auteursnamen: 068327862
- Réseau des bibliothèques de Suisse occidentale: 02-A003340281
- Istituto Centrale per il Catalogo Unico: CFIV012514
- LIBRIS: 189431
- SNAC: w64b3g3s
- Système universitaire de documentation: 026658194
- Trove: 1266016
- Virtual International Authority File: 9841446
- WorldCat: E39PBJqKdYBQVgRRDMRpdprcyd